# Monterey, Kentucky
Monterey är en ort i Owen County i delstaten Kentucky, USA.